# H.245
H.245 is een besturingsprotocol dat gebruikt wordt in combinatie met bijvoorbeeld H.323 en H.324 communicatie-sessies; H.245 maakt gebruik van transport van niet-telefonie signalen. Het biedt ook de mogelijkheid om samen met H.225.0 call signalling messages door een 'tunnel' te worden gestuurd. Dit vergemakkelijkt het passeren van firewalls.
Met H.245 kan informatie die benodigd is voor multimedia communicatie worden getransporteerd. Denk hierbij aan encryptie, flow control, jitter management, voorkeursinstellingen, maar ook aan het openen en sluiten van logische kanalen die worden gebruikt voor transport van media-stromen. Binnen H.245 zijn aparte zend- en ontvangstfunctionaliteiten gedefinieerd, en methoden om informatie hierover te transporteren naar andere apparaten binnen een netwerk, mits deze H.323 ondersteunen.